# .wf
.wf је највиши Интернет домен државних кодова (ccTLD) за острва Валис и Футуна у Океанији.